# R’Bonney Gabriel
R’Bonney Gabriel (ur. 20 marca 1994 w Houston w Teksasie) – amerykańska projektantka mody i modelka pochodzenia filipińskiego, Miss Universe 2022.

## Życiorys
W szkole średniej uprawiała siatkówkę. W latach 2014–2018 uczęszczała na University of North Texas w Denton w Teksasie, gdzie ukończyła studia w zakresie w projektowania mody i odzieży. Od 2015 pracuje jako modelka. Jest dyrektorką własnej linii odzieżowej. Udziela się również jako instruktorka szycia w organizacji non-profit.
W 2020 została wicemiss w konkursie Miss Kemah 2020, a  w 2021 wicemiss w konkursie Miss Texas 2021. W lipcu 2022 ponownie przystąpiła do konkursu Miss Texas, zostając jego pierwszą zwyciężczynią pochodzenia filipińskiego. Następnie jako Miss Texas w październiku 2022 wystąpiła w konkursie Miss USA w Reno w którym zwyciężyła.
14 stycznia 2023 wygrała konkurs Miss Universe zostając pierwszą Amerykanką filipińskiego pochodzenia, która wygrała wybory Miss Universe. Została koronowana przez swoją poprzedniczkę Harnaaz Sandhu.